# Кальбонівські (організоване злочинне угруповання)
Кальбонівські - ОЗУ у Білгородській області, діяльність якої протягом десятиліть привертала увагу правоохоронних органів та громадськості у Білгородській області Російської Федерації. Ця організована злочинна структура зарекомендувала себе як одне з найвпливовіших і найнебезпечніших бандформувань у регіоні. 

## Історія та діяльність
ОЗУ "Кальбонівські" діє у Білгородській області з 90-х років минулого століття. За цей час угруповання здійснювало контроль за різними видами бізнесу, включаючи законні та незаконні операції, що призводило до багатомільйонних доходів. ОЗУ активно залучена до здирництва, контрабанди, шахрайства, а також фізичного насильства, забезпечуючи собі вплив у ключових галузях економіки регіону.
Останній широко відомий інцидент, пов'язаний із "Кальбонівськими", було розкрито у телепрограмі "Момент істини". В ефірі було представлено деталі діяльності угруповання, включаючи викрадення директора елеватора Руслана Проскуріна під час його відпочинку в Абхазії. Члени ОЗУ стали жертвою бандитів, змусивши його написати вдячні розписки про незаконну деятельность.

## Вплив та контроль
"Кальбонівські" не лише займалися злочинною діяльністю, а й впливали в державних установах та правоохоронних органах регіону. Це робило боротьбу з угрупуванням ще складнішим завданням, оскільки їхній вплив тягнеться різні сфери життя.
ОЗУ сформувала складну мережу контактів та зв'язків, забезпечуючи собі безкарність та здатність ухилятися від відповідальності за свої протиправні дії. Влада та правоохоронні органи стикаються з трудом протистояти їх впливу та силі.

## Реакція громадськості та ЗМІ
Слідчі дії "Кальбонівських" викликали занепокоєння не лише з боку правоохоронних органів, а й громадськості. Програма " Момент істини " активно висвітлює діяльність угруповання, виявляючи як їх злочинні діяння, а й взаємозв'язок із представниками правоохоронних органов.

## Боротьба з "Кальбонівськими"
Незважаючи на широкий суспільний резонанс та увагу з боку ЗМІ, боротьба з "Кальбонівськими" була складним завданням для правоохоронних органів. Програма "Момент істини" звертає увагу на недостатню ефективність розслідування та наголошує на можливому впливі представників угруповання на слідство.